# Paul (Idaho)
Paul – miasto w Stanach Zjednoczonych, w stanie Idaho, w hrabstwie Minidoka.